# 1452 Hunnia
Az 1452 Hunnia (ideiglenes nevén 1938 DZ1) egy kisbolygó, melyet Kulin György fedezett fel a Svábhegyi Csillagvizsgálóban.
Kulin György az 1028 Lydina megfigyelése közben akadt a kisbolygóra, melyről április 4-éig még további nyolc pozíciót tudott gyűjteni. Legközelebb 1949 tavaszán, a következő perihélium-oppozíció idején észlelték az amerikai Lowell Obszervatóriumban. Azonosítására további négy évet kellett várni, 1953-ban az amerikai Yerkes Obszervatóriumban és Almatiban is észlelték.
1998. február 27.–március 2. között a Szegedi Tudományegyetem (SZTE) Fizikus Tanszékcsoportjának támogatásával fotometriai megfigyeléseket végeztek a Piszkéstetői Obszervatóriumban. A hosszú megfigyelési adatsor ellenére is csak a két minimum környékét sikerült meghatározniuk, de a két minimum és az amplitúdó alapján ezek az eredmények a későbbiekben jól használhatóak lehetnek.